# Кока (Грузия)
Кока (груз. კოკა) — село в Грузии, на территории Ткибульского муниципалитета края (мхаре) Имеретия.

## География
Село находится в западной части Грузии, к югу от реки Цкалцителы, на расстоянии 26 километров к западу от города Ткибули, административного центра муниципалитета. Абсолютная высота — 391 метр над уровнем моря.

## Население
По результатам официальной переписи населения 2014 года, в Коке проживало 196 человек (87 мужчин и 109 женщин). В национальной структуре населения грузины составляли 98,5 %, русские — 1 %, армяне — 0,5 %.
| Год  | Население, человек |
| ---- | ------------------ |
| 2002 | 260                |
| 2014 | ↘ 196              |